# Lewis A. Coser
Lewis Coser (Berlín, 27 de noviembre de 1913 –  Cambridge, 8 de julio de 2003) fue un sociólogo estadounidense, y el 66.º presidente de la American Sociological Association en 1975.

## Biografía
Nacido como Ludwig Cohen, Coser fue el primer sociólogo que intentó combinar el estructural funcionalismo y la teoría del conflicto; su trabajo se basó en encontrar las funciones del conflicto social. 
Tras emigrar a Estados Unidos en 1941, Coser dio clases en la Universidad de Chicago y en la Universidad de California. Fundó el departamento de sociología en la Universidad Brandeis, donde dictó clases durante 15 años antes de unirse al departamento de sociología de la Universidad de Stony Brook.
En 1954, junto a Irving Howe, Coser fundó la revista de cultura y política Dissent.

## Teoría del conflicto
Según Coser, el conflicto podría contribuir a solidificar un grupo pobremente estructurado. En una sociedad que parece estarse desintegrando, un conflicto con otra sociedad (conflicto inter-grupo) puede restituir el núcleo integral. Por ejemplo, la cohesión de los judíos israelitas podría atribuirse al conflicto de larga data con los árabes. Asimismo, un conflicto con un grupo puede permitir también alianzas con otros grupos. 
Los conflictos al interior de una sociedad (conflicto intra-grupo) pueden ocasionar que algunos individuos aislados adopten un rol activo. La protesta contra la Guerra de Vietnam motivó a muchos jóvenes a adquirir vigorosos roles en la política estadounidense por primera vez. 
Los conflictos también cumplen una función comunicacional. Antes del conflicto, los grupos pueden estar inseguros acerca de la posición de sus adversarios, pero como resultado del conflicto las posiciones y las relaciones entre los grupos se tornan claras, permitiendo a los individuos decidir su curso de acción con mayor claridad frente a sus adversarios. 
Los conflictos dentro de los mismos clivajes tienden a intensificar el conflicto. Los clivajes transversales tienen a disipar la severidad del conflicto. Por ejemplo, la coincidencia de la marginación económica y política entre los palestinos en Cisjordania intensifica el conflicto con Israel. Por el contrario, la no coincidencia de la privación de derechos económicos y políticos entre los quebequenses reduce la gravedad de su conflicto con la Canadá inglesa, especialmente a partir del aumento de la prosperidad de la clase media franco-canadiense en el sector público y el mundo empresarial.